# Patricia Tamayo
Patricia Tamayo (Cali, Colombia, 30 de mayo de 1971) es una actriz de teatro, cine y televisión colombiana.

## Filmografía

### Televisión
| Año       | Título                            | Personaje                    | Canal              |
| --------- | --------------------------------- | ---------------------------- | ------------------ |
| 2022      | Goles en contra                   | Leonor Aparicio              | Netflix            |
| 2022      | Ritmo salvaje                     | Rebeca                       | Netflix            |
| 2021      | MalaYerba                         | Marta                        | Starzplay          |
| 2021      | El Cartel de los Sapos: el origen | Marlén Ulloa                 | Netflix            |
| 2019      | Bolívar                           | Juana del Campo y Larraondo  | Caracol Televisión |
| 2018      | El buen verdugo                   | Natalia                      | Telecaribe         |
| 2017      | Polvo carnavalero                 | Beatriz Otero                | Caracol Televisión |
| 2016      | En la boca del lobo               | Amanda                       | Canal RCN          |
| 2016      | Mujeres asesinas                  | Thelma, la impaciente        | Canal RCN          |
| 2015-2016 | Anónima                           | Beatriz Almanza              | Canal RCN          |
| 2015-2016 | Las hermanitas Calle              | Tulia Araque                 | Caracol Televisión |
| 2015      | Lady, la vendedora de rosas       | Rosalba                      | Canal RCN          |
| 2014      | Secretos del paraíso              | Helena                       | Canal RCN          |
| 2011      | El Joe, la leyenda                | Myriam Rocca                 | Canal RCN          |
| 2010-2013 | A mano limpia                     | Aura María Araque de Durán   | Canal RCN          |
| 2009      | Amor en custodia                  | Gabriela Lema Guardiola      | Canal RCN          |
| 2008      | El penúltimo beso                 | Damita Segura                | Canal RCN          |
| 2008      | Aquí no hay quien viva            | Rosa                         | Canal RCN          |
| 2007      | Mujeres asesinas                  | Ep: Mariela, la envenenadora | Canal RCN          |
| 2006      | Juegos prohibidos                 | Alicia Márquez               | Canal RCN          |
| 2004      | La viuda de la mafia              | Victoria de Frías            | Canal RCN          |
| 2003      | El auténtico Rodrigo Leal         | Susana Rendón                | Caracol Televisión |
| 2001      | Amantes del desierto              | Isabel                       | Telemundo          |
| 1992      | La maldición del paraíso          |                              | Canal A            |

## Cine
| Año  | Título                | Personaje            | Nota |
| 2024 | Malta                 | Julia                |      |
| ---- | --------------------- | -------------------- | ---- |
| 2023 | Los iniciados         |                      |      |
| 2020 | El olvido que seremos | Cecilia Faciolince   |      |
| 2019 | Amigo de nadie        |                      |      |
| 2019 | Amalia la secretaria  | Pina                 |      |
| 2018 | El Reality            |                      |      |
| 2016 | El buen verdugo       | Dra. Natalie Mendoza |      |

Premios y nominaciones

### Premios TVyNovelas
| Año  | Categoría                             | Telenovela o Serie   | Resultado |
| ---- | ------------------------------------- | -------------------- | --------- |
| 2017 | Mejor actriz de reparto de telenovela | Polvo carnavalero    | Nominada  |
| 2016 | Mejor actriz de reparto de serie      | Las hermanitas Calle | Nominada  |
| 2015 | Villana Favorita de Telenovela        | Secretos del paraíso | Nominada  |

### Premios India Catalina
| Año  | Categoría                                     | Telenovela o Serie   | Resultado |
| ---- | --------------------------------------------- | -------------------- | --------- |
| 2019 | Mejor actriz protagónica de telenovela        | El buen verdugo      | Nominada  |
| 2016 | Mejor actriz de reparto de telenovela o serie | Las hermanitas Calle | Ganadora  |

### Premios Macondo
| Año  | Categoría               | Película              | Resultado |
| ---- | ----------------------- | --------------------- | --------- |
| 2022 | Mejor actriz de reparto | pueblo de cenizas     | Nominada  |
| 2021 | Mejor actriz principal  | El olvido que seremos | Ganadora  |
| 2018 | Mejor actriz de reparto | Amelia la Secretaria  | Ganadora  |